# 主題と変奏 (シェーンベルク)
『主題と変奏』（しゅだいとへんそう、英: Theme and Variations）は、アルノルト・シェーンベルクの音楽作品。1943年に吹奏楽曲として作曲され、1944年に管弦楽に編曲された。オリジナル吹奏楽版に作品43a、管弦楽版に作品43bが付けられている。吹奏楽曲としてはシェーンベルク唯一の作品である。

## 作曲の経緯
この作品は、シェーンベルクがカリフォルニア大学ロサンゼルス校（UCLA）の教授を務めていた時代の作品である。アメリカ亡命後のシェーンベルクは、長らく放置していた室内交響曲第2番を完成させるなど、いくつか調性音楽を作曲しているが、この作品もその1つで、ト短調の調号が付けられている。ニューヨークの楽譜出版社G・シャーマー社からの、高校生の吹奏楽団でも演奏可能な優れた作品をという依頼に応えて、1943年に作曲された。しかし実際完成した作品は、高度な技量を要するものとなった。この吹奏楽版の初演は同年の夏、プロの吹奏楽団であるゴールドマン・バンドによって行われた。翌1944年に管弦楽編曲が行われ、同年10月20日、クーセヴィツキー指揮、ボストン交響楽団によって初演された。
吹奏楽版、管弦楽版とも、G・シャーマー社から出版された。なお、同社は渡米後のシェーンベルクの作品のほとんどを出版している。
この作品は、シェーンベルク自身にさえ重要な作品とは見なされておらず、ことに管弦楽版は演奏される機会も少ない。一方でシェーンベルクは当時、フリッツ・ライナーへの手紙の中でこの作品について、技法面での出来ばえと独創性には自信があり、また楽しく作曲したとの旨を記している。吹奏楽の分野においては、実際に演奏される機会は多くないものの、大作曲家の優れた吹奏楽作品として評価されている。
調性音楽を作曲したことについては、教育的な作品という理由もあるが、シェーンベルク自身の動機として、昔の様式に立ち返りたいという強い欲求が常にあり、時折それに従わざるを得なかったとコメントしている。

## 楽器編成

### 吹奏楽版
ピッコロ、フルート2、オーボエ2、小クラリネット、クラリネット3、アルト・クラリネット、バス・クラリネット、アルト・サクソフォーン2、テナー・サクソフォーン、バリトン・サクソフォーン、ファゴット2、ホルン4、コルネット2、トランペット2、フリューゲルホルン、トロンボーン3、バリトン、ユーフォニアム、テューバ、コントラバス、ティンパニ、打楽器（大太鼓、小太鼓、シンバル、タンブリン、シロフォン、グロッケンシュピール）

### 管弦楽版
ピッコロ、フルート2、オーボエ2、コーラングレ、クラリネット2、バス・クラリネット、ファゴット2、コントラファゴット、ホルン4、トランペット3、トロンボーン3、テューバ、ティンパニ、打楽器（奏者3：大太鼓、小太鼓、ベル、シンバル、タムタム、トライアングル、チャイム、シロフォン、グロッケンシュピール）、弦五部

## 構成
主題と7つの変奏、コーダからなる変奏曲である。演奏時間は約14分。
- 主題：ポーコ・アレグロ、ト短調、4分の4拍子
- 第1変奏：同上
- 第2変奏：アレグロ・モルト、他は同じ
- 第3変奏：ポーコ・アダージョ、他は同じ
- 第4変奏：テンポ・ディ・ヴァルス、ト長調、4分の3拍子
- 第5変奏：モルト・モデラート、変ホ長調、4分の4拍子
- 第6変奏：アレグロ、ト短調、2分の2拍子
- 第7変奏：モデラート、ト長調、4分の4拍子
- コーダ